# Erik Högberg
Johan Erik Högberg, född 8 maj 1869 i Stockholm, död där 7 februari 1960, var en svensk militärmusiker.

## Biografi
Erik Högberg var son till skomakarmästaren Johan Högberg. han inskrevs som elev vid Svea livgardes musikkår 1881 och bedrev studier vid Musikkonservatoriet i Stockholm 1883–1887 och 1893–1895, där han sistnämnda år avlade militärmusikdirektörsexamen. 1898 blev Högberg musikdirektör vid Kronobergs regemente, erhöll 1908 transport till Västmanlands regemente och var 1909–1932 musikdirektör vid Flottan. Han var dessutom flöjtist i Hovkapellet 1887–1921. Med Kronobergs regementes musikkår företog Högberg en konsertturné till Tyskland 1902 och en till USA 1908 samt med Flottans musikkår en till USA 1926 och en till Storbritannien 1931. Som ung studerade han militärmusik utomlands. Högbergs främsta insats inom Stockholms musikliv var som ledare för de friluftskonserter, som Flottans musikkår i Stockholm från 1909 gav på Skansen. Han intresserade sig särskilt för framföranden av Wagner och italiensk opera. Högberg instrumenterade och arrangerade även en rad verk för militärmusik. 1932 utgav han självbiografin En kronans musikant.
Högberg invaldes 1924 som associé i Kungliga Musikaliska Akademien.